# Adzap (Akono)
Pour les articles homonymes, voir Adzap.
Adzap est un village de l'arrondissement (commune) d'Akono, département de la Méfou-et-Akono dans la région du Centre au Cameroun. 

## Population et société
Lors du recensement de 2005, 39 habitants y ont été dénombrés.